# The World According to Garp
O Estranho Mundo de Garp (The World According to Garp, no original) é o quarto romance do escritor americano John Irving. Publicado em 1978, o livro foi um best-seller por diversos anos.
Uma adaptação para o cinema do romance, com o ator Robin Williams, foi lançada em 1982, com roteiro de Steve Tesich.